# Велика награда Сан Марина
Велика награда Сан Марина (итал. Gran Premio di San Marino) је трка која се возила у периоду од 1981. до 2006. (26 пута) у оквиру шампионата Формуле 1 на стази Енцо и Дино Ферари у граду Имола. Први победник је био Нелсон Пике, док је у последњој трци на овој „Великој награди“ тријумфовао Михаел Шумахер. На овој стази су 1994. трагично настрадали Роланд Раценбергер и Аиртон Сена (види Велика награда Сан Марина 1994. године).

## Победници

### Вишеструки победници (возачи)
| Победе | Возач          | Година                                    |
| ------ | -------------- | ----------------------------------------- |
| 7      | Михаел Шумахер | 1994, 1999, 2000, 2002, 2003, 2004, 2006. |
| 3      | Ален Прост     | 1984, 1986, 1993.                         |
| 3      | Аиртон Сена    | 1988, 1989, 1991.                         |
| 2      | Најџел Менсел  | 1987, 1992.                               |
| 2      | Дејмон Хил     | 1995, 1996.                               |

### Вишеструки победници (конструктори)
| Победе | Конструктор | Година                                          |
| ------ | ----------- | ----------------------------------------------- |
| 8      | Ферари      | 1982, 1983, 1999, 2000, 2002, 2003, 2004, 2006. |
| 8      | Вилијамс    | 1987, 1990, 1992, 1993, 1995, 1996, 1997, 2001. |
| 6      | Макларен    | 1984, 1986, 1988, 1989, 1991, 1998.             |

## Победници по годинама
| Година | Возач                | Конструктор    |
| ------ | -------------------- | -------------- |
| 2006.  | Михаел Шумахер       | Ферари         |
| 2005.  | Фернандо Алонсо      | Рено           |
| 2004.  | Михаел Шумахер       | Ферари         |
| 2003.  | Михаел Шумахер       | Ферари         |
| 2002.  | Михаел Шумахер       | Ферари         |
| 2001.  | Ралф Шумахер         | Вилијамс-БМВ   |
| 2000.  | Михаел Шумахер       | Ферари         |
| 1999.  | Михаел Шумахер       | Ферари         |
| 1998.  | Дејвид Култард       | Макларен       |
| 1997.  | Хајнц-Харалд Френцен | Вилијамс-Рено  |
| 1996.  | Дејмон Хил           | Вилијамс-Рено  |
| 1995.  | Дејмон Хил           | Вилијамс-Рено  |
| 1994.  | Михаел Шумахер       | Бенетон-Форд   |
| 1993.  | Ален Прост           | Вилијамс-Рено  |
| 1992.  | Најџел Менсел        | Вилијамс-Рено  |
| 1991.  | Аиртон Сена          | Макларен-Хонда |
| 1990.  | Рикардо Патрезе      | Вилијамс-Рено  |
| 1989.  | Аиртон Сена          | Макларен-Хонда |
| 1988.  | Аиртон Сена          | Макларен-Хонда |
| 1987.  | Најџел Менсел        | Вилијамс-Хонда |
| 1986.  | Ален Прост           | Макларен-ТАГ   |
| 1985.  | Елио де Анђелис      | Лотус-Рено     |
| 1984.  | Ален Прост           | Макларен-ТАГ   |
| 1983.  | Патрик Тамбе         | Ферари         |
| 1982.  | Дидије Пирони        | Ферари         |
| 1981.  | Нелсон Пике          | Брабам-Форд    |

## Несреће
- Роланд Раценбергер, погинуо током квалификација 1994. приликом удеса у кривини Вилнев
- Аиртон Сена, погинуо у несрећи у кривини Тамбурело при вођству у трци 1. маја 1994.